# Janakpur (zone)
La zone de Janakpur (en népalais : जनकपुर अञ्चल) est l'une des quatorze anciennes zones du Népal qui ont été supprimées lors de la réorganisation administrative de 2015. Elle était rattachée à la région de développement Centre.
Elle était subdivisée en six districts :

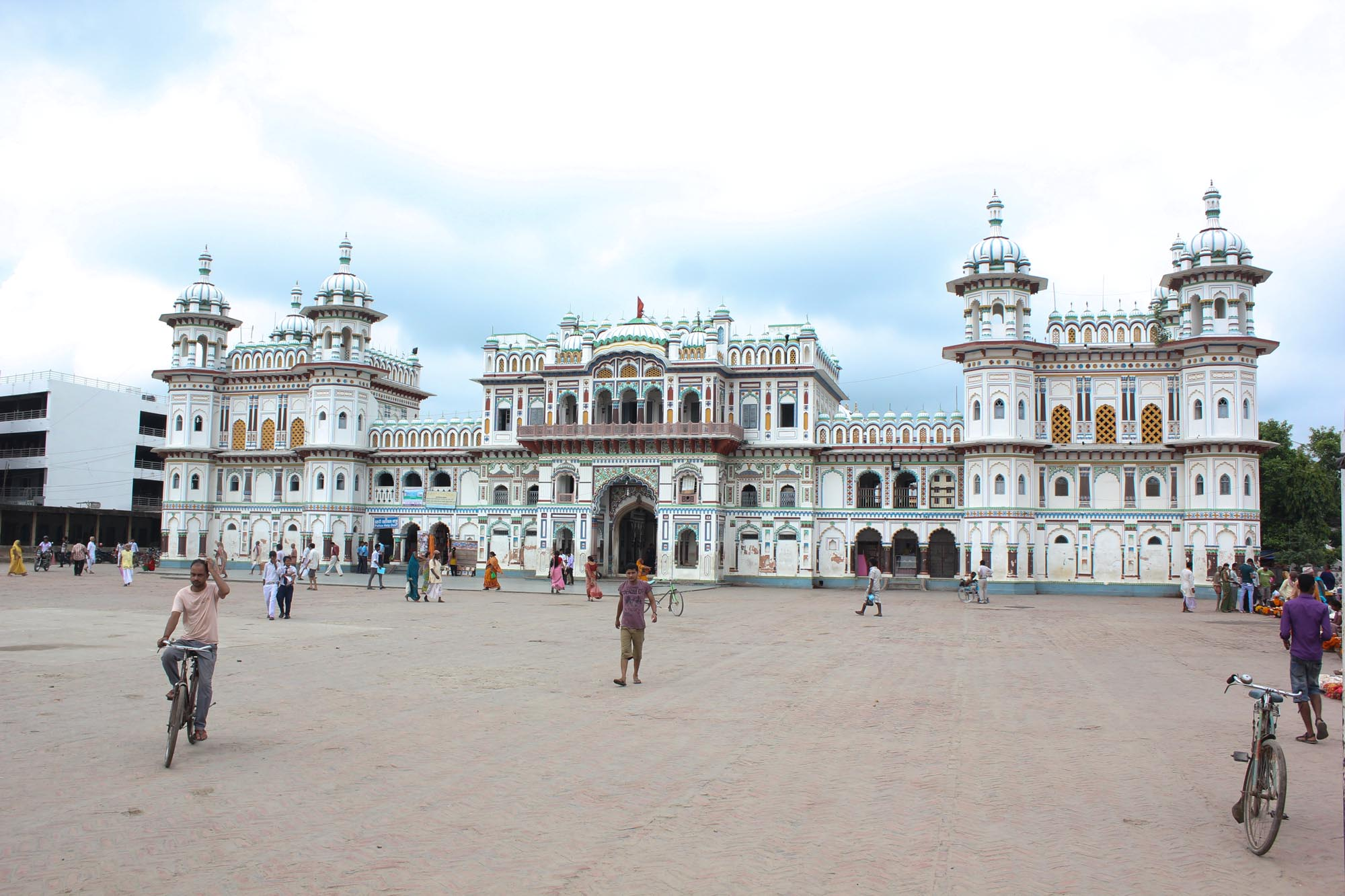
Temple Ram Janaki Janakpur, Dhanusha

- district de Dhanusha ;
- district de Dolkha ;
- district de Mahottari ;
- district de Ramechhap ;
- district de Sarlahi ;
- district de Sindhuli.